# 娘寨
娘寨，是位于中国福建省福州市闽清县省璜镇良寨村（或称娘寨村）的一个清代古建筑，2019年入选第六批闽清县文物保护单位。
娘寨是一座建于明朝嘉靖年间的古寨，据传是遭悍匪抄家的张姓大户中一位祖妈郑氏春娘临危不乱，携孙儿幸免并建起一座城堡并使家道复兴，后世称此城堡为娘寨。占地7700平方米，外观近似方形。屋面双坡顶鹊尾脊；寨墙四角为圆孤形，高8米，下段以大块溪石砌成，上段用粘土夯筑，设有小窗和枪眼，便于防御。寨内保存一幅清康熙五十六年（1717年）的丝制巨幅寿幛，具有一定的文物价值。